# Mobil webbläsare
En mobil webbläsare, även kallad mikrowebbläsare eller minibrowser, är en webbläsare för användning på en mobil enhet, till exempel en mobiltelefon eller handdator. Mobila webbläsare är optimerade för att visa webbinnehåll effektivt för små skärmar på bärbara enheter. De flesta konstruktioner erbjuder något förenklade vyer av webbplatser. Detta för att tillgodose den lägre minneskapaciteten och bandbredden.
Webbläsare i tidiga GSM-telefoner behövde specialanpassade sidor enligt WAP-protokollet. Smarttelefoner kan dock hantera de flesta sidor anpassade för desktop-webbläsare, också om en layout anpassad för smarttelefoner fungerar bättre (och vice versa) och vissa funktioner, såsom Adobe Flash, kan vara otillgängliga.